# Ligue 1 (2024/2025)
Ligue 1 w sezonie 2024/2025 – 87. edycja rozgrywek o tytuł mistrza Francji w piłce nożnej mężczyzn, odbywała się po raz 23. pod nazwą Ligue 1,brało w niej udział 18 najlepszych drużyn klubowych z Francji i Monako.
Rywalizacja toczyła się systemem kołowym („każdy z każdym, mecz i rewanż”) w jednej grupie (wszystkie zespoły grają po 34 spotkania). Sponsorem tytularnym rozgrywek była sieć restauracji McDonald’s przez co ich marketingowa nazwa brzmiała Ligue 1 McDonald’s.
Zespół, który zajmie 16. pozycję w końcowej klasyfikacji rozegra baraże o pozostanie w Ligue 1 w przyszłym sezonie z drużyną, która wygra baraże w Ligue 2.

## Uczestnicy

### Drużyny
| Uczestnicy z poprzedniej edycji                                                                               | Uczestnicy z poprzedniej edycji | Uczestnicy z poprzedniej edycji | Uczestnicy z poprzedniej edycji |
| --- | ------------------------------- | ------------------------------- | ------------------------------- |
| PSG | Paris Saint-Germain             | 1                               |                                 |
| ASM | AS Monaco                       | 2                               |                                 |
| BRS | Brest                           | 3                               |                                 |
| LIL | Lille OSC                       | 4                               |                                 |
| NIC | OGC Nice                        | 5                               |                                 |
| LYO | Olympique Lyon                  | 6                               |                                 |
| RCL | RC Lens                         | 7                               |                                 |
| OMA | Olympique Marsylia              | 8                               |                                 |
| REI | Stade de Reims                  | 9                               |                                 |
| REN | Stade Rennes                    | 10                              |                                 |
| TFC | Toulouse FC                     | 11                              |                                 |
| MHS | Montpellier HSC                 | 12                              |                                 |
| RCS | RC Strasbourg                   | 13                              |                                 |
| NAN | FC Nantes                       | 14                              |                                 |
| HAV | Le Havre AC                     | 15                              |                                 |
| Spadek z Ligue 1 (2023/2024)                                                                                  |                                 |                                 |                                 |
| MET | FC Metz                         | 16                              |                                 |
| LOR | Lorient                         | 17                              |                                 |
| CLE | Clermont Foot                   | 18                              |                                 |
| Awans z Ligue 2 (2023/2024)                                                                                   |                                 |                                 |                                 |
| AUX | Auxerre                         | 1                               |                                 |
| ANG | Angers SCO                      | 2                               |                                 |
| Zwycięzca baraży o Ligue 1                                                                                    |                                 |                                 |                                 |
| STE | AS Saint-Étienne                | 3                               |                                 |
| Oznaczenia: - kolumna pierwsza – skróty nazw drużyn, - kolumna trzecia – miejsce zajęte w poprzednim sezonie. |                                 |                                 |                                 |

### Stadiony
|  | Miasto            | Stadion                 | Klub                | Pojemność | Zdjęcie |
|  | ----------------- | ----------------------- | ------------------- | --------- | ------- |
|  | Angers            | Stade Raymond-Kopa      | Angers SCO          | 17 835    |         |
|  | Auxerre           | Stade l’Abbé-Deschamps  | Auxerre             | 21 379    |         |
|  | Brest             | Stade Francis-Le Blé    | Brest               | 15 097    |         |
|  | Hawr              | Stade Océane            | Le Havre AC         | 25 278    |         |
|  | Lens              | Stade Félix-Bollaert    | RC Lens             | 37 705    |         |
|  | Villeneuve-d’Ascq | Stade Pierre-Mauroy     | Lille OSC           | 50 157    |         |
|  | Décines-Charpieu  | Parc OL                 | Olympique Lyon      | 59 186    |         |
|  | Marsylia          | Orange Vélodrome        | Olympique Marsylia  | 67 394    |         |
|  | Monako            | Stadion Ludwika II      | AS Monaco           | 18 523    |         |
|  | Montpellier       | Stade de la Mosson      | Montpellier HSC     | 32 900    |         |
|  | Nantes            | Stade de la Beaujoire   | FC Nantes           | 37 473    |         |
|  | Nicea             | Allianz Riviera         | OGC Nice            | 35 624    |         |
|  | Paryż             | Parc des Princes        | Paris Saint-Germain | 48 583    |         |
|  | Reims             | Stade Auguste Delaune   | Stade de Reims      | 21 684    |         |
|  | Rennes            | Roazhon Park            | Stade Rennes        | 29 778    |         |
|  | Saint-Étienne     | Stade Geoffroy-Guichard | AS Saint-Étienne    | 41 965    |         |
|  | Strasburg         | Stade de la Meinau      | RC Strasbourg       | 29 371    |         |
|  | Tuluza            | Stadium Municipal       | Toulouse FC         | 33 150    |         |

## Trenerzy, kapitanowie i sponsorzy
| Zespół              | Trener                                 | Kapitan             | Sponsor techniczny | Sponsor strategiczny                                          |
| ------------------- | -------------------------------------- | ------------------- | ------------------ | ------------------------------------------------------------- |
| Angers SCO          | Alexandre Dujeux                       | Pierrick Capelle    | Nike               | École Noir&Blanc                                              |
| AJ Auxerre          | Christophe Pélissier                   | Jubal               | Macron             | Acadomia                                                      |
| Stade Brestois 29   | Éric Roy                               | Brendan Chardonnet  | Adidas             | Quéguiner Matériaux (D)/Yaourt Malo (D w meczach UEFA, W & 3) |
| Le Havre AC         | Didier Digard                          | Arouna Sangante     | Joma               | Winamax                                                       |
| RC Lens             | Will Still                             | Brice Samba         | Puma               | Auchan                                                        |
| Lille OSC           | Bruno Génésio                          | Benjamin André      | New Balance        | Boulanger                                                     |
| Olympique Lyon      | Paulo Fonseca / Jorge Maciel (opiekun) | Alexandre Lacazette | Adidas             | Emirates                                                      |
| Olympique Marsylia  | Roberto De Zerbi                       | Valentin Rongier    | Puma               | CFA CGM                                                       |
| AS Monaco           | Adi Hütter                             | Denis Zakaria       | Kappa              | APM Monaco/Renault 5 E-Tech (w meczach UEFA)                  |
| Montpellier HSC     | Zoumana Camara                         | Téji Savanier       | Nike               | Swile                                                         |
| FC Nantes           | Antoine Kombouaré                      | Pedro Chirivella    | Macron             | Synergie                                                      |
| OGC Nice            | Franck Haise                           | Dante               | Le Coq Sportif     | Ineos                                                         |
| Paris Saint-Germain | Luis Enrique                           | Marquinhos          | Nike               | Qatar Airways                                                 |
| Stade de Reims      | Luka Elsner                            | Samba Diawara       | Puma               | Yasuda Group                                                  |
| Stade Rennais       | Habib Beye                             | Steve Mandanda      | Puma               | Samsic                                                        |
| AS Saint-Étienne    | Eirik Horneland                        | Anthony Briançon    | Hummel             | Kelyps Intérim                                                |
| RC Strasbourg       | Liam Rosenior                          | Habib Diarra        | Adidas             | Électricité de Strasbourg (D)/Winamax (W & 3)                 |
| Toulouse FC         | Carles Martínez Novell                 | Vincent Sierro      | Nike               | LP Promotion Group                                            |

- Jako sponsora technicznego należy rozumieć firmę, która dostarcza danemu klubowi sprzęt niezbędny do gry
- Jako sponsora strategicznego należy rozumieć firmę, która reklamuje się na klatce piersiowej koszulki meczowej
- D – koszulka domowa, W – koszula wyjazdowa, 3 – trzeci komplet strojów

### Zmiany trenerów
| Klub               | Były trener         | Data odejścia        | Powód                                    | Nowy trener                            | Data zatrudnienia    | Źródła        |
| ------------------ | ------------------- | -------------------- | ---------------------------------------- | -------------------------------------- | -------------------- | ------------- |
| Stade de Reims     | Samba Diawara       | 25 czerwca 2024      | Koniec okresu trenera tymczasowego       | Luka Elsner                            | 25 czerwca 2024      | [ 2 ] [ 3 ]   |
| Olympique Marsylia | Jean-Louis Gasset   | 1 lipca 2024         | Przejście na emeryturę                   | Roberto De Zerbi                       | 1 lipca 2024         | [ 4 ] [ 5 ]   |
| OGC Nice           | Francesco Farioli   | 1 lipca 2024         | Podpisanie kontraktu z Ajaxem Amsterdam  | Franck Haise                           | 1 lipca 2024         | [ 6 ] [ 7 ]   |
| Lille OSC          | Paulo Fonseca       | 1 lipca 2024         | Rozwiązanie umowy za porozumieniem stron | Bruno Génésio                          | 1 lipca 2024         | [ 8 ] [ 9 ]   |
| RC Lens            | Franck Haise        | 10 czerwca 2024      | Podpisanie kontraktu z OGC Nice          | Will Still                             | 10 czerwca 2024      | [ 10 ] [ 11 ] |
| Le Havre AC        | Luka Elsner         | 1 lipca 2024         | Podpisanie kontraktu z Stade de Reims    | Didier Digard                          | 1 lipca 2024         | [ 3 ] [ 12 ]  |
| RC Strasbourg      | Patrick Vieira      | 25 lipca 2024        | Rozwiązanie umowy za porozumieniem stron | Liam Rosenior                          | 25 lipca 2024        | [ 13 ] [ 14 ] |
| Montpellier HSC    | Michel Der Zakarian | 22 października 2024 | Zwolnienie                               | Jean-Louis Gasset                      | 22 października 2024 | [ 15 ] [ 16 ] |
| Stade Rennais      | Julien Stéphan      | 11 listopada 2024    | Zwolnienie                               | Jorge Sampaoli                         | 11 listopada 2024    | [ 17 ] [ 18 ] |
| AS Saint-Étienne   | Olivier Dall'Oglio  | 14 grudnia 2024      | Zwolnienie                               | Eirik Horneland                        | 20 grudnia 2024      | [ 19 ] [ 20 ] |
| Lyon               | Pierre Sage         | 27 stycznia 2025     | Zwolnienie                               | Paulo Fonseca                          | 31 stycznia 2025     | [ 21 ] [ 22 ] |
| Rennes             | Jorge Sampaoli      | 30 stycznia 2025     | Zwolnienie                               | Habib Beye                             | 30 stycznia 2025     | [ 23 ]        |
| Reims              | Luka Elsner         | 3 lutego 2025        | Zwolnienie                               | Samba Diawara                          | 3 lutego 2025        | [ 24 ]        |
| Lyon               | Paulo Fonseca       | 5 marca 2025         | Zawieszony                               | Paulo Fonseca / Jorge Maciel (opiekun) | 6 marca 2025         | [ 25 ]        |
| Montpellier        | Jean-Louis Gasset   | 7 kwietnia 2025      | Zwolnienie                               | Zoumana Camara                         | 8 kwietnia 2025      | [ 26 ] [ 27 ] |

## Rozgrywki

### Tabela ligowa
| Lp. | Drużyna                    | M  | Z  | R  | P  | B+ | B– | +/– | Pkt | Kwalifikacja lub spadek                       |
| --- | -------------------------- | -- | -- | -- | -- | -- | -- | --- | --- | --------------------------------------------- |
| 1   | Paris Saint-Germain (M, P) | 34 | 26 | 6  | 2  | 92 | 35 | +57 | 84  | Liga Mistrzów UEFA • Faza ligowa              |
| 2   | Olympique Marsylia         | 34 | 20 | 5  | 9  | 74 | 47 | +27 | 65  | Liga Mistrzów UEFA • Faza ligowa              |
| 3   | AS Monaco                  | 34 | 18 | 7  | 9  | 63 | 41 | +22 | 61  | Liga Mistrzów UEFA • Faza ligowa              |
| 4   | OGC Nice                   | 34 | 17 | 9  | 8  | 66 | 41 | +25 | 60  | Liga Mistrzów UEFA • III runda kwalifikacyjna |
| 5   | Lille OSC                  | 34 | 17 | 9  | 8  | 52 | 36 | +16 | 60  | Liga Europy UEFA • Faza ligowa                |
| 6   | Olympique Lyon             | 34 | 17 | 6  | 11 | 65 | 46 | +19 | 57  | Liga Europy UEFA • Faza ligowa                |
| 7   | RC Strasbourg              | 34 | 16 | 9  | 9  | 56 | 44 | +12 | 57  | Liga Konferencji UEFA • Runda play-off        |
| 8   | RC Lens                    | 34 | 15 | 7  | 12 | 42 | 39 | +3  | 52  |                                               |
| 9   | Brest                      | 34 | 15 | 5  | 14 | 52 | 59 | −7  | 50  |                                               |
| 10  | Toulouse FC                | 34 | 11 | 9  | 14 | 44 | 43 | +1  | 42  |                                               |
| 11  | AJ Auxerre                 | 34 | 11 | 9  | 14 | 48 | 51 | −3  | 42  |                                               |
| 12  | Stade Rennais              | 34 | 13 | 2  | 19 | 51 | 50 | +1  | 41  |                                               |
| 13  | FC Nantes                  | 34 | 8  | 12 | 14 | 39 | 52 | −13 | 36  |                                               |
| 14  | Angers SCO                 | 34 | 10 | 6  | 18 | 32 | 53 | −21 | 36  |                                               |
| 15  | Le Havre AC                | 34 | 10 | 4  | 20 | 40 | 71 | −31 | 34  |                                               |
| 16  | Stade de Reims (B, S)      | 34 | 8  | 9  | 17 | 33 | 47 | −14 | 33  | Baraże o utrzymanie                           |
| 17  | AS Saint-Étienne (S)       | 34 | 8  | 6  | 20 | 39 | 77 | −38 | 30  | Spadek do Ligue 2                             |
| 18  | Montpellier HSC (S)        | 34 | 4  | 4  | 26 | 23 | 79 | −56 | 16  | Spadek do Ligue 2                             |

### Wyniki
| Gospodarz \ Gość    | ANG | AUX | BRE | HAC | LEN | LIL | OL  | OM  | ASM | MON | FCN | NIC | PSG | REI | REN | STE | STR | TFC |
| ------------------- | --- | --- | --- | --- | --- | --- | --- | --- | --- | --- | --- | --- | --- | --- | --- | --- | --- | --- |
| Angers SCO          | —   | 2–0 | 2–0 | 1–1 | 0–1 | 0–2 | 0–3 | 0–2 | 0–2 | 2–0 | 1–1 | 1–4 | 2–4 | 1–3 | 0–3 | 4–2 | 2–1 | 0–4 |
| AJ Auxerre          | 1–0 | —   | 3–0 | 1–2 | 2–2 | 0–0 | 1–3 | 3–0 | 0–3 | 1–0 | 1–1 | 2–1 | 0–0 | 2–1 | 4–0 | 1–1 | 0–1 | 2–2 |
| Brest               | 2–0 | 2–2 | —   | 2–0 | 1–3 | 2–0 | 2–1 | 1–5 | 2–1 | 1–0 | 4–1 | 0–1 | 2–5 | 0–0 | 1–1 | 4–0 | 3–1 | 2–0 |
| Le Havre AC         | 0–1 | 3–1 | 0–1 | —   | 1–2 | 0–3 | 0–4 | 1–3 | 1–1 | 1–0 | 3–2 | 1–3 | 1–4 | 0–3 | 1–5 | 1–1 | 0–3 | 1–4 |
| RC Lens             | 1–0 | 0–4 | 2–0 | 3–4 | —   | 0–2 | 0–0 | 1–3 | 4–0 | 2–0 | 3–2 | 0–0 | 1–2 | 0–2 | 1–0 | 1–0 | 0–2 | 0–1 |
| Lille OSC           | 2–0 | 3–1 | 3–1 | 1–2 | 1–0 | —   | 1–1 | 1–1 | 2–1 | 1–0 | 1–1 | 2–1 | 1–3 | 2–1 | 1–0 | 4–1 | 3–3 | 2–1 |
| Olympique Lyon      | 2–0 | 2–2 | 2–1 | 4–2 | 1–2 | 2–1 | —   | 2–3 | 0–2 | 1–0 | 2–0 | 4–1 | 2–3 | 4–0 | 4–1 | 1–0 | 4–3 | 0–0 |
| Olympique Marsylia  | 1–1 | 1–3 | 4–1 | 5–1 | 0–1 | 1–1 | 3–2 | —   | 2–1 | 5–1 | 2–0 | 2–0 | 0–3 | 2–2 | 4–2 | 5–1 | 1–1 | 3–2 |
| AS Monaco           | 0–1 | 4–2 | 3–2 | 3–1 | 1–1 | 0–0 | 2–0 | 3–0 | —   | 2–1 | 7–1 | 2–1 | 2–4 | 3–0 | 3–2 | 1–0 | 0–0 | 2–0 |
| Montpellier HSC     | 1–3 | 3–2 | 3–1 | 0–2 | 0–2 | 2–2 | 1–4 | 0–5 | 2–1 | —   | 1–3 | 2–2 | 1–4 | 0–0 | 0–4 | 0–2 | 1–1 | 0–3 |
| FC Nantes           | 0–1 | 2–0 | 0–2 | 0–2 | 3–1 | 1–0 | 1–1 | 1–2 | 2–2 | 3–0 | —   | 1–1 | 1–1 | 1–2 | 1–0 | 2–2 | 0–1 | 0–0 |
| OGC Nice            | 2–1 | 1–1 | 6–0 | 2–1 | 2–0 | 2–2 | 0–2 | 2–0 | 2–1 | 2–0 | 1–2 | —   | 1–1 | 1–0 | 3–2 | 8–0 | 2–1 | 1–1 |
| Paris Saint-Germain | 1–0 | 3–1 | 3–1 | 2–1 | 1–0 | 4–1 | 3–1 | 3–1 | 4–1 | 6–0 | 1–1 | 1–3 | —   | 1–1 | 3–1 | 2–1 | 4–2 | 3–0 |
| Stade de Reims      | 0–1 | 0–2 | 1–2 | 1–1 | 0–3 | 0–2 | 1–1 | 3–1 | 0–0 | 4–2 | 1–2 | 2–4 | 1–1 | —   | 2–1 | 0–2 | 0–1 | 1–0 |
| Stade Rennais       | 2–0 | 0–1 | 1–2 | 1–0 | 1–1 | 0–2 | 3–0 | 1–2 | 1–2 | 3–0 | 2–1 | 2–0 | 1–4 | 1–0 | —   | 5–0 | 1–0 | 0–2 |
| AS Saint-Étienne    | 3–3 | 3–1 | 3–3 | 0–2 | 0–2 | 1–0 | 2–1 | 0–2 | 1–3 | 1–0 | 1–1 | 1–3 | 1–6 | 3–1 | 0–2 | —   | 2–0 | 2–3 |
| RC Strasbourg       | 1–1 | 3–1 | 0–0 | 2–3 | 2–2 | 2–1 | 4–2 | 1–0 | 1–3 | 2–0 | 3–1 | 2–2 | 2–1 | 0–0 | 3–1 | 3–1 | —   | 2–1 |
| Toulouse FC         | 1–1 | 2–0 | 2–4 | 2–0 | 1–1 | 1–2 | 1–2 | 1–3 | 1–1 | 1–2 | 0–0 | 1–1 | 0–1 | 1–0 | 2–1 | 2–1 | 1–2 | —   |

## Baraże o utrzymanie
W barażach o utrzymania zagrał 16 zespół ligi – Stade de Reims – przeciwko zwycięzcy półfinału baraży z Ligue 2 – FC Metz. W pierwszym meczu miał miejsce remis 1:1. W rewanżu FC Metz wygrał 3:1 i awansował do Ligue 1.
| 21 maja 2025 20:00 CEST | FC Metz · Udol 38' | 1:1(1:0)Raport | Stade de Reims · 52' Kipré | Stade Municipal Saint-Symphorien, Metz Sędzia: Hakim Ben El Hadj |
|                         |                    |                |                            |                                                                  |

| 29 maja 2025 20:00 CEST | Stade de Reims · Tia 38' | 1:3 pd.(0:0, 1:1, 1:1)Raport | FC Metz · 78' Udol · 110' Touré · 114' Hein | Stade Auguste Delaune, Reims Sędzia: Eric Wattellier |
|                         |                          |                              |                                             |                                                      |

## Statystyki

### Najlepsi strzelcy
| Bramki | Strzelcy            | Drużyna            |
| ------ | ------------------- | ------------------ |
| 21     | Ousmane Dembélé     | PSG                |
| 21     | Mason Greenwood     | Olympique Marsylia |
| 17     | Arnaud Kalimuendo   | Stade Rennes       |
| 16     | Jonathan David      | Lille OSC          |
| 15     | Alexandre Lacazette | Olympique Lyon     |
| 14     | Bradley Barcola     | PSG                |
| 14     | Emanuel Emegha      | RC Strasbourg      |
| 13     | Ludovic Ajorque     | Brest              |
| 13     | Mika Biereth        | AS Monaco          |
| 13     | Amine Gouiri        | Olympique Marsylia |
| 12     | Evann Guessand      | OGC Nice           |
| 12     | Lucas Stassin       | AS Saint-Étienne   |
| 11     | 3 zawodników        | 3 zawodników       |
| 10     | 5 zawodników        | 5 zawodników       |
| 9      | 4 zawodników        | 4 zawodników       |
| 8      | 3 zawodników        | 3 zawodników       |
| 7      | 4 zawodników        | 4 zawodników       |
| 6      | 15 zawodników       | 15 zawodników      |
| 5      | 13 zawodników       | 13 zawodników      |
| 4      | 22 zawodników       | 22 zawodników      |
| 3      | 35 zawodników       | 35 zawodników      |
| 2      | 41 zawodników       | 41 zawodników      |
| 1      | 95 zawodników       | 95 zawodników      |

Źródło:

### Hat-tricki
| Lp. | Zawodnik            | Drużyna            | Przeciwnik       | Wynik        | Kolejka | Data                | Źródło |
| --- | ------------------- | ------------------ | ---------------- | ------------ | ------- | ------------------- | ------ |
| 1.  | Jonathan David      | Lille OSC          | Le Havre AC      | 3:0 (wyjazd) | 6       | 28 września 2024    | [ 30 ] |
| 2.  | Zuriko Dawitaszwili | AS Saint-Étienne   | AJ Auxerre       | 3:1 (dom)    | 7       | 5 października 2024 | [ 31 ] |
| 3.  | Arnaud Kalimuendo   | Stade Rennes       | AS Saint-Étienne | 5:0 (dom)    | 13      | 30 listopada 2024   | [ 32 ] |
| 4.  | Alexandre Lacazette | Olympique Lyon     | OGC Nice         | 4:1 (dom)    | 13      | 1 grudnia 2024      | [ 33 ] |
| 5.  | Ousmane Dembélé     | PSG                | Brest            | 2:5 (wyjazd) | 20      | 1 lutego 2025       | [ 34 ] |
| 6.  | Mika Biereth        | AS Monaco          | AJ Auxerre       | 4:2 (dom)    | 20      | 1 lutego 2025       | [ 35 ] |
| 7.  | Mika Biereth        | AS Monaco          | FC Nantes        | 7:1 (dom)    | 22      | 15 lutego 2025      | [ 36 ] |
| 8.  | Mika Biereth        | AS Monaco          | Stade de Reims   | 3:0 (dom)    | 24      | 28 lutego 2025      | [ 37 ] |
| 9.  | Amine Gouiri        | Olympique Marsylia | Brest            | 4:1 (dom)    | 31      | 27 kwietnia 2025    | [ 38 ] |
| 10. | Gonçalo Ramos       | PSG                | Montpellier HSC  | 4:1 (wyjazd) | 33      | 10 maja 2025        | [ 39 ] |

### Najlepsi asystenci
| Asysty | Zawodnik            | Drużyna          |
| ------ | ------------------- | ---------------- |
| 11     | Rayan Cherki        | Olympique Lyon   |
| 10     | Bradley Barcola     | PSG              |
| 10     | Gaëtan Perrin       | AJ Auxerre       |
| 10     | Moses Simon         | FC Nantes        |
| 9      | Maghnes Akliouche   | AS Monaco        |
| 9      | Dilane Bakwa        | RC Strasbourg    |
| 8      | Jonathan Clauss     | OGC Nice         |
| 8      | Zuriko Dawitaszwili | AS Saint-Étienne |
| 8      | Lassine Sinayoko    | RC Strasbourg    |
| 7      | 5 zawodników        | 5 zawodników     |
| 6      | 6 zawodników        | 6 zawodników     |
| 5      | 14 zawodników       | 14 zawodników    |
| 4      | 17 zawodników       | 17 zawodników    |
| 3      | 33 zawodników       | 33 zawodników    |
| 2      | 45 zawodników       | 45 zawodników    |
| 1      | 89 zawodników       | 89 zawodników    |

Źródło:

### Czyste konta
| Czyste konta | Zawodnik         | Drużyna              |
| ------------ | ---------------- | -------------------- |
| 12           | Brice Samba      | RC Lens/Stade Rennes |
| 11           | Lucas Chevalier  | Lille OSC            |
| 10           | Marco Bizot      | Brest                |
| 10           | Đorđe Petrović   | RC Strasbourg        |
| 9            | Donovan Léon     | AJ Auxerre           |
| 9            | Lucas Perri      | Olympique Lyon       |
| 9            | Guillaume Restes | Toulouse FC          |
| 8            | Philipp Köhn     | AS Monaco            |
| 7            | Marcin Bułka     | OGC Nice             |
| 7            | Yehvann Diouf    | Stade de Reims       |
| 7            | Yahia Fofana     | Angers SCO           |
| 6            | Mathew Ryan      | RC Lens              |
| 5            | 3 zawodników     | 3 zawodników         |
| 3            | 4 zawodników     | 4 zawodników         |
| 2            | 1 zawodnik       | 1 zawodnik           |
| 1            | 7 zawodników     | 7 zawodników         |

Źródło: